# ホルヘ・ロドリゴ・バリオス

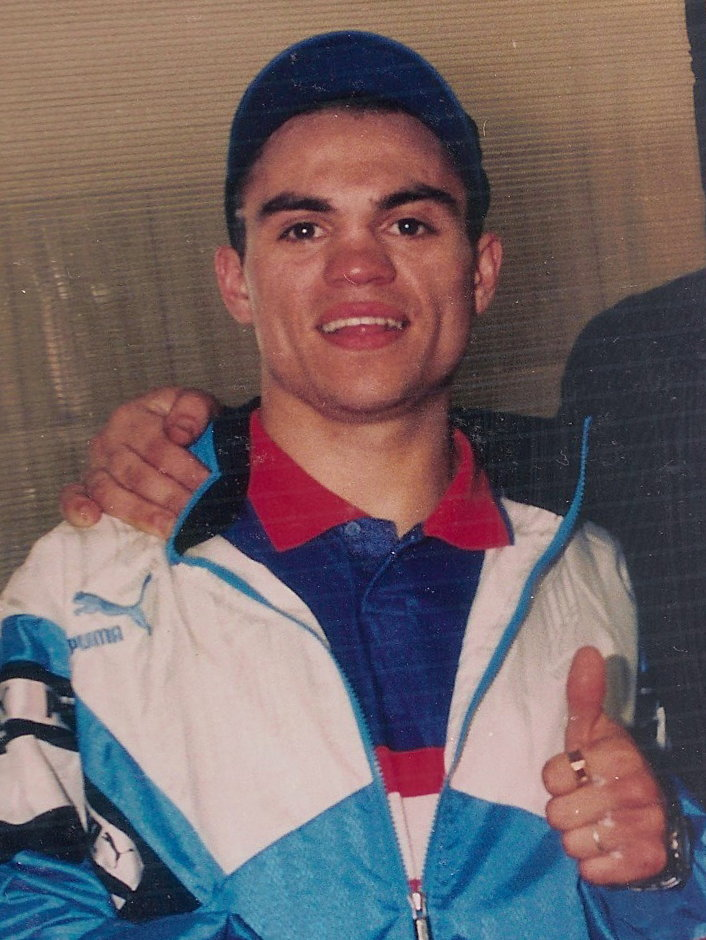
ホルヘ・ロドリゴ・バリオス

ホルヘ・ロドリゴ・バリオス（Jorge Rodrigo Barrios、1976年8月1日 - ）は、アルゼンチンの男性プロボクサー。ブエノスアイレス出身。元WBO世界スーパーフェザー級王者。

## 来歴
1996年8月10日、プロデビュー。
1998年8月15日、南アメリカスーパーフェザー級王座を獲得。2度の防衛に成功した。
1999年7月10日、WBU世界スーパーフェザー級王座を獲得。2度の防衛に成功した。
2002年8月24日、WBOラテンアメリカスーパーフェザー級王座を獲得。
2003年8月9日、フロリダ州マイアミのマイアミ・アリーナでWBA・WBO世界スーパーフェザー級スーパー王者アセリノ・フレイタスと対戦。8回までは互角でややフレイタスの有利の展開だが、スリップ気味のダウンをバリオスが奪い、そのあと11回にもバリオスがダウンを奪ったものの、11回終了間近にフレイタスのカウンター気味の右フックが当たりバリオスがダウンする。フレイタスのあまりの強いパンチに鼓膜は破れ右目をカットしドクターストップ寸前だったが試合はなんとか続行し、12回にフレイタスのパンチが当たりバリオスはなんとか起き上がったものの、レフェリーがストップ。12回0分50秒TKO負けを喫し、WBAスーパー王座とWBO王座獲得に失敗した。
2005年4月8日、WBO世界スーパーフェザー級王者マイク・アンチュドに4回2分TKO勝ちし、王座を獲得。5月8日にはコルドバ州コルドバのスペル・ドモ・オルフェオで行われた初防衛戦で2回2分30秒TKO勝ちを収め、2006年5月20日にはステイプルズ・センターで行われた2度目の防衛戦で1回0分49秒KO勝ちを収めた。
2006年9月16日、MGMグランドで3度目の防衛戦となる予定だったが、前日計量でバリオスに体重超過があり王座剥奪となり、ホアン・グズマンに勝てばWBO世界スーパーフェザー級王座は空位となっていたのだが、試合はバリオスがグズマンに12回1-2（113-114、114-113、112-115）の判定負けを喫し、グズマンがそのまま王者になった。
2007年4月21日、ブエノスアイレスのエスタディオ・ルナ・パルクでWBAインターコンチネンタルスーパーフェザー級王者デチョー・ゴーキェットジムに3回KO勝ちを収め王座獲得に成功した。
2008年9月6日、トヨタセンターで行われたWBOラテンアメリカスーパーフェザー級王座決定戦でロッキー・ファレスと対戦し、11回2分55秒TKO負けを喫し、王座の獲得に失敗した。
2009年8月8日、WBOラテンアメリカスーパーフェザー級暫定王座決定戦でモイセス・カストロと対戦し、12回3-0（119-108、119-112、120-110）の判定勝ちで王座を獲得した。
2009年11月21日、ブエノスアイレスのブエノスアイレス・ローン・テニスクラブでミッチェル・ロサダに5回TKO勝ちを収め、WBOラテンアメリカス暫定王座の初防衛に成功した。
2010年10月1日、ウィルソン・アルコットと対戦し10回3-0(100-91、100-92、100-94)の判定勝ちを最後に現役を引退した。
2010年1月24日、アルゼンチンのマル・デル・プラタで、赤信号を無視して20歳の妊婦を轢き殺す自動車事故を起こす。バリオスは、現場から逃走し、その後警察に出頭。飲酒運転が疑われたが、警察に出頭したのが遅かったため、飲酒は確認できなかった。
2012年4月4日、過失致死罪の有罪判決を受け、懲役4年を宣告された。
2014年11月、3年半刑務所に服役した。
2019年12月31日、カピージャ・デル・モンテで新年を祝うパーティー中に暴行を受け、ナイフで数箇所を刺され、病院に担ぎ込まれた。財布と携帯電話を盗んで逃走した犯人はすぐに特定されたが、犯人とバリオスは事件まで面識がなく、バリオスをナイフで刺す際に耳元で「これはおまえが人々を殺したからだ」と囁いて妊婦ひき逃げ事件を示唆したと報じられた。

## 獲得タイトル
- 南アメリカスーパーフェザー級王座
- WBU世界スーパーフェザー級王座
- WBOラテンアメリカスーパーフェザー級王座
- 元WBO世界スーパーフェザー級王座（防衛2=剥奪）
- WBAインターコンチネンタルスーパーフェザー級王座
- WBOラテンアメリカスーパーフェザー級暫定王座